# Jivno
Jivno (deutsch Jiwno, auch Giwno, 1939–1945 Gieben) ist eine Gemeinde in Tschechien. Sie liegt acht Kilometer nordöstlich des Stadtzentrums von Budweis in Südböhmen und gehört zum Okres České Budějovice.

## Geographie

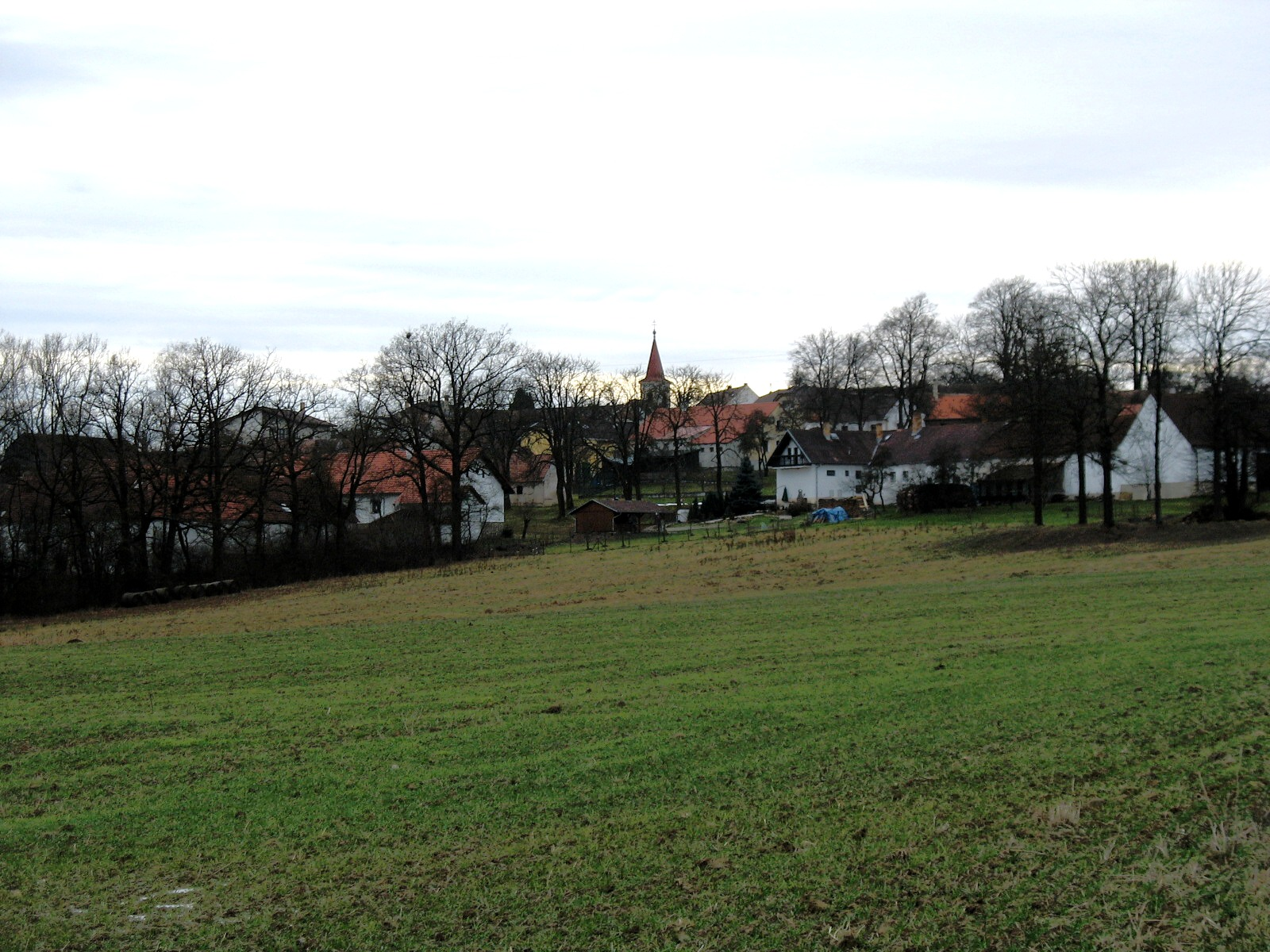
Ortsansicht

Jivno befindet sich auf einer im Osten und Süden vom Bach Čertík bzw. Rudolfovský potok umflossenen Kuppe in der Lischauer Schwelle und ist der höchstgelegene Ort im Okres České Budějovice. Nordwestlich erhebt sich die Baba (578 m.ü.m), im Süden die Na novinách bzw. Hlincová hora (Pfaffenberg, 570,5 m.ü.m). Im Norden von Jivno verläuft die Silnice I/34.
Gegen Osten liegt eine Kaskade von Bergwerksteichen mit dem Mrhal, Bendík, Nový rybník, Nosovský rybník, Jarval, Punčocha, Bahnitý rybník, Hluboký rybník und Čekal. Gegen Norden liegt die Wüstung Lhotky, südöstlich die Wüstungen Ortvínovice und Vstuhy.
Nachbarorte sind Sviní Luka, Na Haldách, Jelmo und Na Klaudě im Norden, Samoty und Lišov im Nordosten, Konířův Mlýn, Slabce und Hvozdec im Osten, Zvíkov und Ortvínovice im Südosten, Vyhlídky und Hlincová Hora im Süden, Kodetka und Rudolfov im Südwesten, Vesce und Adamov im Westen sowie Hůry und Libníč im Nordwesten.

## Geschichte
Ein im Wald Martinec gelegenes heidnisches Gräberfeld belegt eine frühzeitliche Besiedlung des Gemeindegebietes.
Erstmals schriftlich erwähnt wurde Gybnaw im Jahre 1378, als König Karl IV. einen Teil der Frauenberger Herrschaft mit dem Städtchen Lišov und umliegenden Dörfern an Johann Khun von Liechtenberg verpfändete. Der Ortsname lautete ursprünglich wahrscheinlich Jilonov und leitet sich von der Sal-Weide (jíva) her. Während der Hussitenkriege gehörte Jivno wieder zur Herrschaft Frauenberg, Pfandbesitzer waren die Herren von Lobkowitz. Georg von Podiebrad löste die verpfändete Herrschaft wieder aus. Nach dessen Tode wurde Frauenberg an verschiedene Besitzer, darunter ab 1490 an Wilhelm II. von Pernstein, pfandweise überlassen. Im 1490 angelegten Pernsteiner Urbar sind für Jivno acht Bauern aufgeführt.
Zur zweiten Blütezeit des Rudolfstädter Silberbergbaus wurde 1555 im Tal südlich des Dorfes der Mörderteich angelegt. 1562 verkaufte König Ferdinand I. die Herrschaften Frauenberg und Protivín erblich an Joachim von Neuhaus. Drei Jahre später erbte dessen Sohn Adam den Besitz. Nachdem dieser die alten Privilegien seiner Untertanen zu beschneiden suchte, kam es 1581 zu Bauernaufständen. Kaiser Rudolf II. bekräftigte daraufhin die alten Freiheiten. 1598 verkaufte Joachim Ulrich von Neuhaus die Herrschaft an seinen Gläubiger Bohuslav Malovec von Malovice auf Dříteň. 1611 fiel das Passauische Kriegsvolk, ein Söldnerheer des Fürstbischofs Leopold von Passau in die Gegend ein. Es zog plündernd und mordend durch die Güter Peter Wok von Rosenbergs, verwüstete die Rudolfstädter Bergwerke, brannte am 23. April 1611 Zaliny nieder und plünderte am 4. und 9. Juni Lišov. Zu Beginn des Dreißigjährigen Krieges belagerte 1618 das Ständeheer unter Heinrich Matthias von Thurn zwei Monate lang das katholische Budweis. Während Budweis an der Seite von Kaiser Matthias stand, unterstützte Dietrich Malovec von Malovice die Aufständischen. Am 15. Juni 1619 eroberte der kaiserliche General Charles Bonaventure de Longueval, Comte de Bucquoy Rudolfstadt und ließ die Bergstadt für den Verrat in Schutt und Asche legen. Beim Gefecht bei Jivno zwischen den Aufständischen und den Kaiserlichen fielen 70 Mann. Wahrscheinlich zur selben Zeit verwüstete Bucquoy auch die Dörfer Jivno und Lhotky sowie das dem Protestanten Sigismund von Sudeta (Zikmund ze Sudetů) gehörende Gut Vstuhy. Die niedergebrannten Dörfer Lhotky, Vstuhy und Ortvínovice wurden nie wieder aufgebaut; an der Stelle von Lhotky entstand später die Einschicht Na Klaudě. Wegen der Beteiligung am Ständeaufstand von 1618 wurden die Güter des Dietrich Malovec von Malovice nach der Schlacht am Weißen Berg konfisziert und die Herrschaft 1623 an Baltasar von Marradas übereignet. Nach dem Ende des Dreißigjährigen Krieges ließ sein Neffe Francisco von Marradas das wüste Dorf Jivno wiederbesiedeln.
Die Einschicht Jezkine (Jeskyně) soll den Überlieferungen nach im 17. Jahrhundert angelegt worden sein. Danach soll ein Holzfäller eine nicht mehr benötigte Wolfsgrube als Einsiedler bewohnt haben. In dieser Wohnhöhle gewährte er während einer Jagd bei einem Unwetter dem Fürsten Unterschlupf, der ihm zum Dank Holz aus dem Černý les zum Bau einer Chaluppe zugewiesen haben soll.
Bartolomäus von Marradas verkaufte die Herrschaft am 1. Oktober 1661 an Johann Adolf I. von Schwarzenberg. Im Jahre 1669 erfolgte im Zuge der Aufteilung der seit 1633 konfiszierten Herrschaft Wstuch eine Grenzvermessung mit der Herrschaft Wittingau, in deren Folge neue Marksteine gesetzt wurden, die neben der Jahreszahl auch die Buchstaben W (Wittingau), IAGZS (Johann Adolf Graf von Schwarzenberg) sowie Nro mit einer Ziffer des Rates von Budweis erhielten. 1771 ließ die Stadt Budweis den Mörderteich für 21.424 Gulden wiederherstellen. Im 19. Jahrhundert wurde nördlich des Dorfes eine Ziegellehmlagerstätte erschlossen. Im Jahre 1840 bestand Giwno aus 23 Häusern mit 182 Einwohnern. Zum Ort gehörte ein Wirtshaus und der obrigkeitliche Parthenauische Freihof. Pfarrort war Rudolphstadt. Bis zur Mitte des 19. Jahrhunderts blieb das Dorf immer der Herrschaft Frauenberg untertänig.
Nach der Aufhebung der Patrimonialherrschaften bildete Jivno/Giwno ab 1850 einen Ortsteil der Marktgemeinde Hurr im Gerichtsbezirk Budweis bzw. im Bezirk Budweis. Im Dorf bestanden in der zweiten Hälfte des 19. Jahrhunderts 13 kleine Ziegeleien, die im Handbetrieb Mauer- und Dachziegel fertigten und vor allem nach Budweis verkauften. Im Jahre 1891 löste sich Jivno von Hurr los und bildete mit Sviní Luka eine eigene Gemeinde. Die Freiwillige Feuerwehr gründete sich 1898. Im Jahre 1910 hatte Jivno/Jiwno 307 tschechischsprachige Einwohner. Zwischen 1910 und 1911 entstand eine Dampfziegelei. Während der deutschen Besetzung wurde das Dorf am 24. März 1943 nach Hůry zwangseingemeindet, dies wurde 1945 wieder aufgehoben. 1961 erfolgte die Eingemeindung nach Rudolfov. Die Dorfschule wurde 1972 geschlossen. Nach einem Referendum löste sich Jivno am 24. November 1990 wieder von Rudolfov los und bildet seitdem eine eigene Gemeinde. Das alte Schulhaus wurde zum Gemeindeamt umgebaut. Die Dampfziegelei wurde 1999 stillgelegt. Das Dorf hat sich zu einem Ferienort entwickelt. Am Nordufer des Mrhal und im Tal des Čertík entstand eine ausgedehnte Ferienhaussiedlung. Außerdem ist wegen der Höhenlage auch Wintersport möglich.

## Gemeindegliederung
Für die Gemeinde Jivno sind keine Ortsteile ausgewiesen. Zu Jivno gehören die Ortslage Sviní Luka (Schweinewiese), die Ansiedlung Vyhlídky, früher Jeskyně (Jezkine), sowie die Einschichten Na Klaudě (Auf der Einschicht) und Samoty (Na Samoje). Grundsiedlungseinheiten sind Jivno und Vyhlídky.

## Bevölkerungsentwicklung
| Jahr      | 1869 | 1880 | 1890 | 1900 | 1910 | 1921 | 1930 | 1950 | 1961 | 1970 | 1980 | 1991 | 2001 | 2011 | 2021 |
| --------- | ---- | ---- | ---- | ---- | ---- | ---- | ---- | ---- | ---- | ---- | ---- | ---- | ---- | ---- | ---- |
| Einwohner | 303  | 301  | 327  | 297  | 307  | 288  | 247  | 195  | 186  | 168  | 158  | 134  | 173  | 284  | 426  |

## Sehenswürdigkeiten
- Teich Mrhal (Mörderteich), der 1555 angelegte Bergwerksteich ist als Kulturdenkmal geschützt
- Kapelle des hl. Adalbert am Dorfplatz, errichtet 1876, sie ist ebenfalls ein Kulturdenkmal.
- Gedenkstein für die Gefallenen des Ersten Weltkrieges
- Höhenpunkt mit Gedenkstein Locus perennis an der Straße nach Lišov, volkstümlich wird der Platz als Mittelpunkt Europas bezeichnet
- Gehöfte im südböhmischen Bauernbarockstil
- Hof Ortvínovice, errichtet nach dem Brand von 1724 nach Plänen des Architekten Anton Erhard Martinelli

## Söhne und Töchter der Gemeinde
- Václav Hlaváč (1870–1942), Klimatologe, ermordet im KZ Auschwitz